# Cap de la Costa de Llats
El Cap de la Costa de Llats és una muntanya de 2.609 metres que es troba al municipi d'Alins, a la comarca del Pallars Sobirà.